# Bogusz Bilewski
Bogusz Bilewski né le 25 septembre 1930 à Starachowice et et mort le 14 septembre 1995 à Wrocław est un acteur de théâtre, de cinéma et de télévision polonais.

## Biographie
Bogusz Bilewski est né à Starachowice de Jan Bilewski et Janina née Kwoczyńska. En 1950 il est reçu bachelier au 1er Lycée d'enseignement général à Wrocław, cinq ans plus tard il sort diplômé de l'École nationale supérieure de théâtre Ludwik-Solski et entame sa carrière d'acteur au Thétre Wybrzeże à Gdańsk, dès 1957 il se produit sur les scènes de Varsovie au Théâtre dramatique de Varsovie (1957-1961), puis au Théâtre Powszechny de Varsovie (1961–1962), au Théâtre Ateneum (1962–1977), au Théâtre Polski (1977–1985), au Théâtre na Woli (1982, 1995) et au Théâtre national (1985–1987). Il débute sur le grand écran en 1955 dans le drame de guerre de Jan Rybkowski Godziny nadziei (Les heures d'éspoir) dans le rôle de caporal Sumski (non crédité). 
Bogusz Bilewski est mort d'un accident vasculaire cérébral. Il est inhumé au cimetière de Powązki à Varsovie.

## Filmographie partielle
- 1965 : Le Manuscrit trouvé à Saragosse : le Gitan
- 1969 : Colonel Wolodyjowski : un colonel
- 1973 : Un grand amour de Balzac : le commandant Carraud
- 1974 : Janosik : Waluś Kwiczoł, bras droit de Janosik
- 1974 : Plus fort que la tempête : Kulwiec-Hippocentaurus
- 1989 : Co to konia obchodzi? : Alojzy, "l'amant"

## Décorations
- Croix d'argent du Mérite polonais (1974)